# Naval Gandhi
Naval Gandhi (* 1897 in Karatschi, Britisch-Indien; † nach 1952) war ein indischer Filmregisseur des Hindi-Films und Produzent von Kriegsdokumentationen.

## Leben
Gandhi schloss 1919 ein Studium in Ahmedabad ab und ging danach nach Europa. 1923 fand er eine Anstellung als Regisseur in Ardeshir Iranis neu gegründeter Filmgesellschaft Majestic Films. Als eine von mehreren Ko-Regien mit Irani drehte er 1924 Paap No Fej, einen der erfolgreichsten Filme des Studios.
Sein bekanntestes Werk ist die Verfilmung des Thakur-Dramas Bisarjan unter dem Titel Balidan mit den Stars Sulochana, Zubeida und Master Vithal. Dieser vieldiskutierte Film aus dem Jahr 1927 wurde größtenteils in Rajasthan gedreht und mit der hohen literarischen Qualität seine Vorlage beworben. Bis 1931 drehte Gandhi weitere vier Filme mit Zubeida bei den Filmgesellschaften Orient Pics und Kohinoor United Artists. Sein letzter und einziger Tonfilm Shikari entstand 1932.
Während des Zweiten Weltkriegs arbeitete Gandhi für das Directorate of Services Kinematography – die Filmabteilung der Streitkräfte – und produzierte dort Dokumentarfilme von P. V. Pathy. In den frühen 1950er Jahren war er Verkaufsleiter bei General Radio & Appliances Ltd. in Bombay.

## Filmografie
- 1924: Chandan Malayagiri
- 1924: Mumbai Ni Sethani
- 1924: Paap No Pashchatap
- 1924: Shahjehan
- 1924: Paap No Fej
- 1924: Sanyasi
- 1926: Yauvan Chakra
- 1927: Balidan
- 1930: Devadasi
- 1930: Veer Rajput
- 1931: Nadira
- 1931: Diwani Duniya
- 1932: Shikari